# Taqandīk
Taqandīk (persiska: تغندك, تقندیک, تغندیک) är en ort i Iran.   Den ligger i provinsen Khorasan, i den östra delen av landet, 900 km öster om huvudstaden Teheran. Taqandīk ligger 1 909 meter över havet och antalet invånare är 102.
Terrängen runt Taqandīk är lite bergig, och sluttar brant österut. Runt Taqandīk är det glesbefolkat, med 12 invånare per kvadratkilometer. Närmaste större samhälle är Fūrg, 15,9 km norr om Taqandīk. Trakten runt Taqandīk är ofruktbar med lite eller ingen växtlighet.